# Stanley B. Prusiner
Stanley B. Prusiner, född 28 maj 1942 i Des Moines, Iowa, är en amerikansk neurolog och biokemist. Han tilldelades Nobelpriset i fysiologi eller medicin år 1997. Han tilldelades priset för sin "upptäckt av prioner - en ny biologisk princip för infektion".
Medicine doktor vid University of Pennsylvania 1968.
Professor vid University of California, San Francisco sedan 1984.
Prusiner har upptäckt en helt ny form sjukdomsalstrare: prionerna. Prioner är normalt ofarliga proteiner som finns naturligt i hjärnceller. De har emellertid en inbyggd förmåga att förändra sin struktur och form så att de är skadliga för cellens funktion.
Sjukdomar orsakade av prioner är i en del fall troligen ärftliga men kan också spridas genom smitta eller uppstå spontant. Genom att prionerna är så stabila är det svårt att stoppa spridning av prionsjukdomar genom traditionella metoder som sterilisering och upphettning.
Prioner anses ligga bakom en grupp av hjärnsjukdomar som
Creutzfeldt-Jakobs sjukdom (CJD), kuru hos människor och scrapie och galna kosjukan (BSE, Bovine Spongiform Encephalopathy) hos djur.

## Utmärkelser
Utöver Nobelpriset har Prusiner även mottagit Albert Lasker Basic Medical Research Award (1994), Wolfpriset i medicin (1995/1996) och flera andra utmärkelser:
- Metlife Foundation Award for Medical Research in Alzheimer's Disease,  1991
- Potamkin-priset,  1991
- Max Planck forskningspris,  1992
- Gairdner Foundation International Award,  1993
- Dickson-priset i medicin,  1993
- Richard Lounsbery Award,  1993[4]
- Bristol-Myers Squibb Award för framstående prestation inom neurovetenskaplig forskning,  1994[5]
- Albert Lasker Basic Medical Research Award,  1994[6]
- Robert J. and Claire Pasarow Foundation Award för framstående bidrag inom neuropsykiatrisk forskning,  1995
- Wolfpriset i medicin,  1995[7]
- Paul Ehrlich och Ludwig Darmstaedter-priset,  1995
- Keio Medical Science Prize,  1996[8]
- Grand Prix Charles-Leopold Mayer,  1996
- Hedersdoktor vid Université Paris Descartes,  19 juli 1996[9]
- Nobelpriset i fysiologi eller medicin,  1997[10][11]
- Louisa Gross Horwitz-priset,  1997[12]
- Utländsk ledamot av Royal Society,  15 maj 1997[13]
- Benjamin Franklin-medaljen,  1998
- Sir Hans Krebs-medaljen,  1999
- National Medal of Science,  2009
- Alexander von Humboldt-stipendiat
- Humboldtpriset

[Redigera Wikidata]